# Сянфэнь
Сянфэнь (кит. упр. 襄汾, пиньинь Xiāngfén) — уезд городского округа Линьфэнь провинции Шаньси (КНР). Название уезда образовано из первых иероглифов существовавших здесь ранее уездов Сянлин («могила цзиньского Сян-гуна») и Фэньчэн («город на реке Фэньхэ»).

## История
При империи Цинь был образован уезд Сянлин (襄陵县), а при империи Западная Хань — уезд Линьфэнь (临汾县). При империи Северная Вэй в 446 году из уезда Линьфэнь был выделен уезд Тайпин (泰平县), а вскоре к нему был присоединён уезд Линьфэнь. В 487 году уезд Линьфэнь был создан вновь. При империи Северная Чжоу написание названия уезда Тайпин было изменено на 太平县.
После Синьхайской революции было произведено упорядочение названий административных единиц. Так как в Китае в тот момент оказалось три уезда с названием «Тайпин», то в 1914 году уезд Тайпин провинции Шаньси был переименован в Фэньчэн (汾城县).
В 1949 году был создан Специальный район Линьфэнь (临汾专区), и уезды вошли в его состав. В 1954 году уезды Сянлин и Фэньчэн были объединены в уезд Сянфэнь.
В 1954 году Специальный район Линьфэнь был объединён со Специальным районом Юньчэн (运城专区) в Специальный район Цзиньнань (晋南专区). В 1958 году из уездов Цюйво, Синьцзян, а также частей уездов Сянфэнь и Цзинсянь был образован город Хоума; другая часть уезда Сянфэнь была присоединена к уезду Линьфэнь. В 1961 году уезд Сянфэнь был воссоздан.
В 1970 году Специальный район Цзиньнань был расформирован, а вместо него образованы Округ Линьфэнь (临汾地区) и Округ Юньчэн (运城地区); уезд вошёл в состав округа Линьфэнь.
В 2000 году постановлением Госсовета КНР округ Линьфэнь был преобразован в городской округ Линьфэнь.

## Административное деление
Уезд делится на 7 посёлков и 6 волостей.